# Nina Glonti
Nina Levanovna Glonti (in russo Нина Левановна Глонти?; 14 gennaio 1997) è una cestista russa.

## Carriera
Con la Russia ha disputato i Campionati europei del 2021.